# Acorimus problematicus
Acorimus problematicus es una especie de coleóptero de la familia Silvanidae.

## Distribución geográfica
Habita en Indonesia y Singapur.